# Kwonkan wonganensis
Espèce
Synonymes
- Dekana wonganensis Main, 1977

Kwonkan wonganensis est une espèce d'araignées mygalomorphes de la famille des Anamidae.

## Distribution
Cette espèce est endémique du Wheatbelt en Australie-Occidentale,. Elle se rencontre dans les Wongan Hills.

## Description
La carapace de la femelle holotype mesure 6,6 mm de long sur 5,4 mm.

## Systématique et taxinomie
Cette espèce a été décrite sous le protonyme Dekana wonganensis par Main en 1977. Elle est placée dans le genre Kwonkan par Main en 1983.

## Étymologie
Son nom d'espèce, composé de wongan et du suffixe latin -ensis, « qui vit dans, qui habite », lui a été donné en référence au lieu de sa découverte, les Wongan Hills.

## Publication originale
- Main, 1977 : Spiders. The Natural History of the Wongan Hills. Western Australian Naturalists Club, Perth, p. 100-107.